# Heptàedre
Un heptàedre o heptaedre (ambdues variants són acceptades) és un políedre que té set cares.
Un heptàedre pot prendre un nombre sorprenent de formes bàsiques diferents, o topologies. Probablement les més familiars són la piràmide hexagonal i el prisma pentagonal. També és notable el Tetrahemihexàedre, les set cares triangles equilàters del qual formen un pla projectiu rudimentari.
Hi ha 34 heptàedres convexos topològicament diferents, tret d'imatges especulars. (Dos políedres són "topològicament diferents" si tenen estructures intrínsecament diferents de cares i vèrtexs, tal que és impossible distorsionar-ne un per obtenir l'altre simplement canviant les llargades de les arestes o els angles entre arestes o cares.)